# 倫敦城市機場
倫敦城市機場（英語：London City Airport）是一座位於倫敦碼頭區的機場。因为该机场的跑道较短，且由于周边建筑导致进近航道较陡，所以其至多可以支持空中客车A318起降，但伴随其逐渐被航司淘汰，E195-E2型客机将成为能够到访该机场的最大飞机。

## 歷史

### 提案及興建
倫敦城市機場前身為國王喬治五世碼頭，碼頭在廢棄後，倫敦碼頭區再開發公司（LDDC）負責重建該區域並提出多項建議，其中首席执行官雷吉‧沃德（Reg Ward）提議興建一座機場。1981年，沃德與建築公司約翰‧莫勒姆有限公司主席菲利普‧贝克爵士會面，後者擁有私人飛行執照，知道新推出的德哈維蘭Dash 7有短場升降能力，因此提議在该地興建一座機場。得到民用航空管理局的批准後，他們找了布赖蒙航空首席機長哈里‧吉駕駛Dash 7在喜朗船坞上升降，以測試該地是否適合用作短場升降，並在1982年6月27日執行了該飛行。1984年，LDDC展開為期63天的公眾諮詢。
機場並不是得到所有人的支持，大倫敦議會議長肯·利文斯通曾試圖重啟公眾諮詢推倒機場計劃，但未能成功。機場選址最大困擾是高864尺（263米），即將興建的金丝雀码头塔會妨礙飛機起降，對此當局成功說服開發商奧林匹亞與約克公司把大樓高度降至734尺。機場最終在1986年動工，由威爾斯親王查爾斯主持奠下客運大樓基石。機場在1987年10月26日正式啟用，首架抵港航班是布赖蒙航空來自普利茅斯的班機，而離港航班則是歐城快運航空往巴黎班機。
1988年，城市機場首年營運的旅客量已錄得133,000人次，通航城市有普利茅斯、巴黎、阿姆斯特丹和鹿特丹。機場跑道只長1,080米，進場下滑角為7.5°（基於噪音限制），只能供Dash 7等小型飛機升降。1989年，機場提交延長跑道工程計劃，以供更多型號飛機升降，包括噴射客機BAe 146。
Bae 146是一款能用於短場升降的飛機，十分適合在城市機場營作，這亦意味能進一步增加機場航點。到1992年，跑道擴建工程已經完成，下滑角降至5.5°。到1995年，機場年客運量已超過50萬人次。

### 賣盤
1995年底，機場作價2,350萬鎊賣給愛爾蘭企業家德莫特·德斯蒙德。他接手時，该機場有分属九家航空公司运营的12条航线。德斯蒙德更換了機場管理層，並增加了跑道的起飛等候點。到2000年，機場年客運量已達150萬人次，年起降航班3萬余架次。2006年，AIG和GIP合夥買下機場，作價據報約7.5億鎊，後來AIG将其所拥有的股權賣給高星資本（Highstar Capital）。
2009年9月，英航開通機場首條跨大西洋航班。该航班使用A318执飛，终点为紐約約翰·甘迺迪國際機場（倫敦出發需中停香農機場，該處亦供旅客預先清關）。
2015年，擁有75%股權的全球基礎建設合夥公司宣佈出售其機場股權。加拿大的艾伯塔投資管理集團、OMERS、安大略教師退休計劃和科威特投資局聯盟作價2億鎊買下其股入份，交易在2016年3月10日完成。
2020年，受到2019冠状病毒病疫情影響，英國航空宣佈旗下唯一一架A318退役。此举意味著由该机场始发，拥有全商务舱布局，终到紐約約翰·甘迺迪國際機場的航班告一段落。。

## 航空公司和目的地
| 航空公司                        | 目的地 |
| ------------------------------- | --- |
| 意大利航空 由意大利航空快线营运 | 米兰-連納特 |
| 英國航空 由英航城市飞行者营运   | 阿姆斯特丹、乔贝尔法斯特-城市、柏林、比隆、爱丁堡、都柏林、杜塞尔多夫、佛罗伦萨、法兰克福、日內瓦、格拉斯哥、伊维萨岛、马拉加、米兰-連納特、慕尼黑、尼斯、帕尔马、布拉格、鹿特丹、苏黎世 季节性航班：贝尔热拉克、尚贝里、直布羅陀、澤西島、梅诺卡、米科诺斯岛、坎佩尔、圣塞瓦斯蒂安、圣托里尼、斯基亞索斯島、斯普利特、威尼斯-泰塞拉 |
| 荷蘭皇家航空                    | 阿姆斯特丹 |
| 洛根航空                        | 丹地 |
| 波蘭航空                        | 维尔纽斯 |
| 卢森堡航空                      | 卢森堡 |
| 汉莎航空                        | 法兰克福 |
| 瑞士國際航空                    | 日内瓦、苏黎世 |

## 對外交通

### 碼頭區輕便鐵路

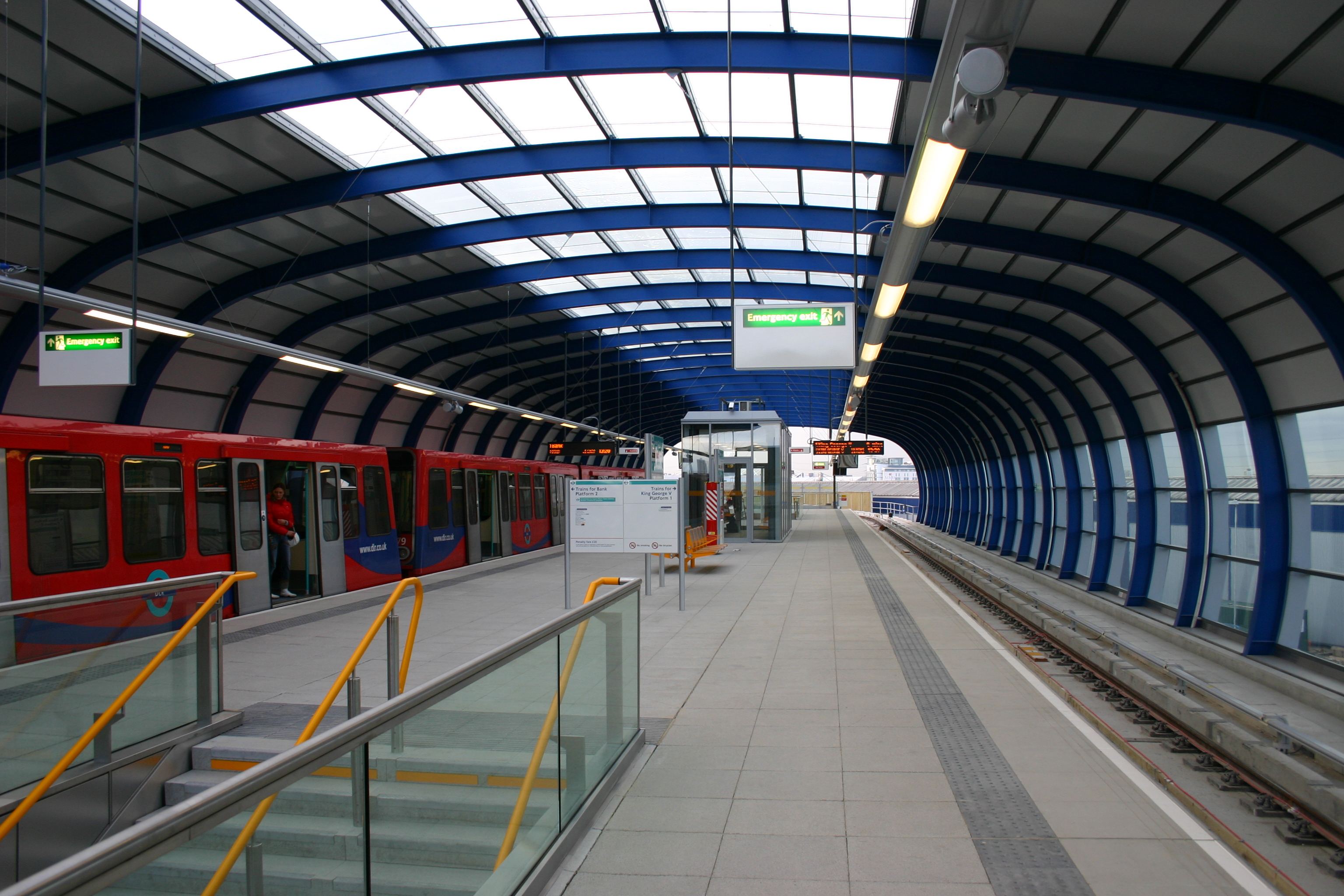
碼頭區輕便鐵路城市機場站

倫敦城市機場附近是新金融區金丝雀码头和舊金融區倫敦市，透過碼頭區輕便鐵路所設的倫敦城市機場站能到達毗鄰奧林匹克公園的斯特拉特福德站，在該站能轉乘伦敦地铁、倫敦地上鐵、倫敦交通局鐵路、大盎格利亞、c2c和東南鐵路提供的鐵路服務。

### 道路
A1020公路和A112高速公路能直達機場，能快速到達景寧鎮、倫敦市和斯特拉特福德外，亦能連接A13公路和北環公路。此外A13公路能連接M25高速公路，而A406公路能通往M11高速公路。

### 公車
倫敦巴士以下巴士路線來回均途經倫敦城市機場：
- 473號：斯特拉特福德 — 北伍利奇渡輪碼頭，途經普拉斯托站和攝政王子站。
- 474號：景寧鎮 — 曼諾公園站， 途經海關樓站、攝政王子站、貝克頓和伊斯特漢姆。

機場快綫穿梭巴士曾提供往不同地區的路線，但在2005年12月9日輕便鐵路倫敦城市機場站啟用後就取消服務。

### 北倫敦線及伊利沙伯線
1987-2006年，北倫敦線（列治文—北伍利奇）的銀城站（Silvertown Railway Station）曾為倫敦城市機場提供鐵路服務，銀城站因為橫貫鐵路建造工程而於2006年12月9日終止服務。2022年5月24日，伊利沙伯線中段（帕丁頓—修道院森林）通車。伊利沙伯線列車於倫敦城市機場以南300米處掠過，但並未設站。

### 引用
1. ↑  .   [2020-09-29]. （原始内容存档于2020-05-27）.
2. ↑  .   [2009-03-16]. （原始内容存档于2015-07-10）.
3. ↑  . EMBRAER Commercial Aviation.   [2024-10-12]. （原始内容存档于2025-01-25）.
4. ↑  City Airport 2012，第6-8頁
5. ↑  City Airport 2012，第9-10頁
6. ↑  . London City Airport Consultative Committee.   [2 January 2008]. （原始内容存档于2012年3月3日）.
7. ↑  City Airport 2012，第51頁
8. ↑  . Airliner World. October 2015: 6.
9. ↑  . BBC News. 26 February 2016  [26 February 2016]. （原始内容存档于2016-02-28）.
10. ↑  . businesstraveller.com. 3 August 2020  [18 December 2020]. （原始内容存档于2021-04-21）.
11. ↑  Silvertown Station - Crossrail Proposals （页面存档备份，存于） - Crossrail Ltd. January 2012
12. ↑  . Crossrail.   [2022-05-24]. 原始内容存档于2022-12-28 （英语）.
13. ↑  Smale, Katherine. . New Civil Engineer. 2019-05-21  [2022-05-24]. （原始内容存档于24 May 2022） （英语）.